# Brezovička
Brezovička é um município da Eslováquia, situado no distrito de Sabinov, na região de Prešov. Tem 8,99 km² de área e sua população em 2018 foi estimada em 411 habitantes.

## Demografia
| Ano:        | 1994 | 2004   | 2014   | 2024   |
| ----------- | ---- | ------ | ------ | ------ |
| Broj ljudi: | 395  | 422    | 424    | 416    |
| Razlika:    |      | +6,83% | +0,47% | -1,88% |

| Ano:               | 2023 | 2024   |
| ------------------ | ---- | ------ |
| Número de pessoas: | 406  | 416    |
| Diferença:         |      | +2,46% |